# 优素福·卡热达维
优素福·阿卜杜拉·卡热达维（阿拉伯语：‎；1926年9月9日—2022年9月25日），简称为优素福·卡热达维 （阿拉伯语：‎），是驻卡塔尔多哈的埃及伊斯兰学者，国际穆斯林学者联盟主席。 他的影响包括伊本·台米亚，伊本·卡因， 赛义德·热什德·瑞达， 哈桑·班纳，阿卜勒·哈桑·阿里·哈桑尼·纳德维， 阿卜勒·阿拉·毛杜迪和纳因·西迪克。 他最出名的是他的节目《伊斯兰教法和生活》在半岛电视台播出，全世界估计有4000到6000万观众。  他还因1997年帮助创建的网站伊斯兰在线而闻名，并担任该网站的首席宗教学者。